# エザナストーン

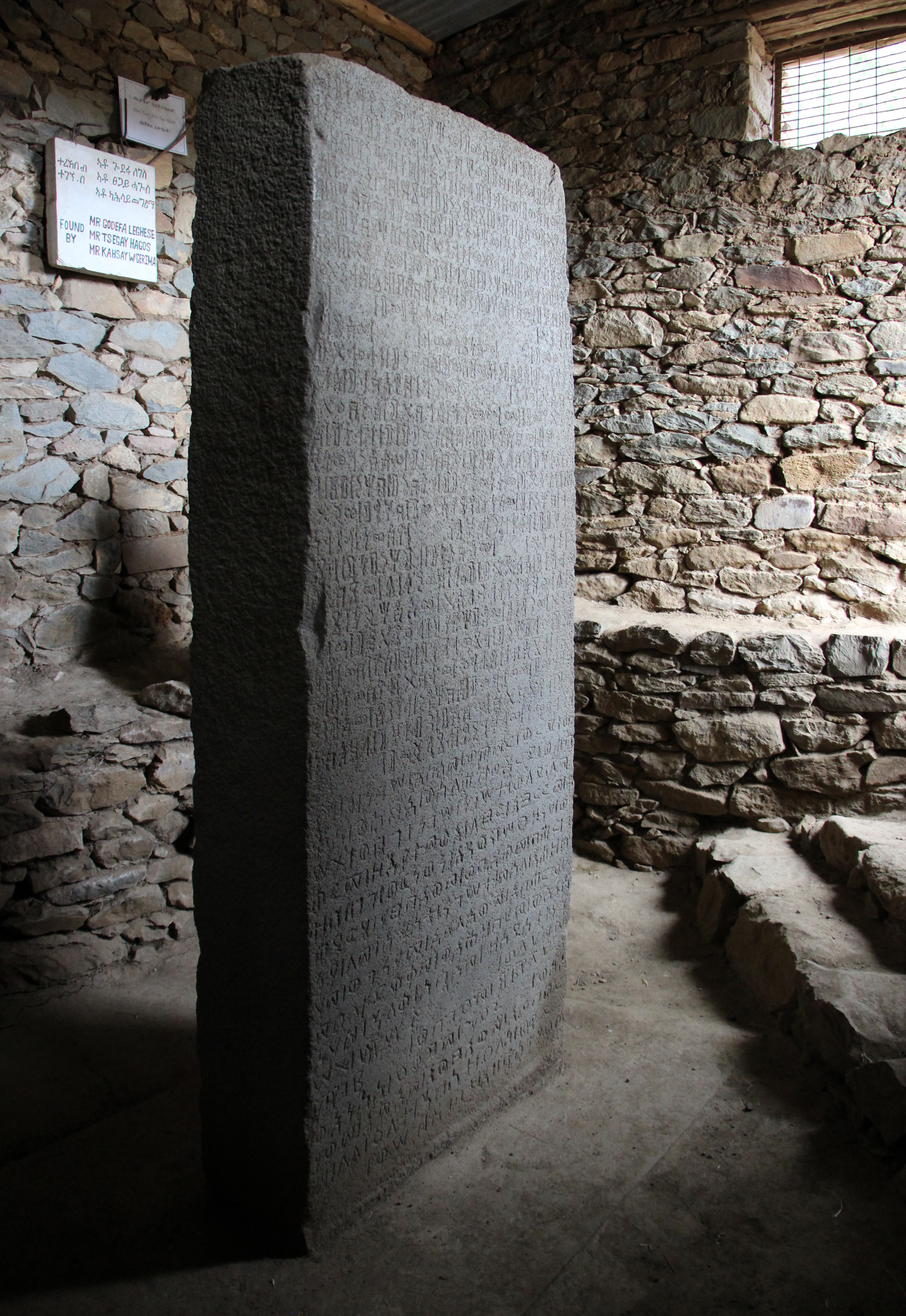
エザナストーン

エザナストーン（Ezana Stone）とは、アクスム王国最盛期の王エザナが4世紀に建立した石碑である。ロゼッタストーンのように、ゲエズ語、サバ語、ギリシア語の3つの言語で書かれている。
エザナ王のキリスト教への改宗と、北東アフリカの軍事的経済的大国であるヌビア（クシュ）のメロエ王国に対し軍事遠征を行ったことが記されている。
現在は、アクスムにある「アクスム王の公園」の一角にある。

## 日本語訳
全能の神の助けを受け、余はノバ人に対し戦いを挑んだ。彼らは、「タカゼ川を渡ることはできない」と豪語し、マングルト、ハサ、バルヤの住民を襲った。・・・・余は大地の主の力を借りて彼らに対する軍事遠征を行なった。余はタカゼ川のケマルケの渡しで彼らと戦って粉砕した。余は23日間にわたって敵に追い討ちをかけ、多数を殺害し、それ以上を捕虜とした。わが兵士たちは大量の分捕り品を家に持ち帰った。余は彼らの穀物、青銅製品、保存用肉、彼らの神殿に安置されていた彫像などを持ち去った。・・・・彼らはセダ川に身を投げ、多くが死んだ。その数を挙げることができないが、彼らの舟は濁流に呑まれ、多くの男女や子供が溺れ死んだ。・・・・余はセダ川とタカゼ川が合流するクシュ（ヌビア）に到達し、多数の男を殺し、多くを捕虜とした。・・・・そして余は、セダ川とタカゼ川が出会い、半島にある石造りの町に面した場所に王座を据えた。